# Auto Avio Costruzioni
«Auto Avio Costruzioni» — итальянский производитель автомобилей, основанный Энцо Феррари в 1939 году в Модене.

## История
Всемирно известная автокомпания Ferrari в недалёком прошлом носила название Auto Avia Costruzioni. Основанное в 1939 году Энцо Феррари предприятие занималось улучшением различных частей автомобилей Alfa Romeo. Энцо в то время возглавлял гоночную команду «Альфа», выступающую на различных европейских соревнованиях.

## Деятельность
В 1939 году, узнав о том, что Alfa Romeo собирается купить его мастерскую, Энцо Феррари решает заняться собственным делом. Платой за разрыв стало обязательство не выпускать автомобилей под собственным именем в течение четырёх лет. В это время компания Auto Avia Costruzioni занималась разработкой и производством станков.
Но страсть к автомобилям взяла своё, и первая модель новой фирмы увидела свет раньше оговоренного срока. Гоночный автомобиль был назван Tipo 815, а его разработчиком был указан некто Альберто Массимино. Два экземпляра «Типо» даже приняли участие в гонках 1940 года, однако по невыясненным причинам ни один из них до финиша не добрался.
Вторая мировая война внесла свои коррективы в разработки автомобилей. Только после её окончания в Auto Avia Costruzioni смогли вернуться к производству. Именно тогда автомобили получили звучное и гордое имя Ferrari, а их шильдики стал украшать всем известный жеребец на щите жёлтого цвета.